# Collégiale Saint-Martin de Léré
La collégiale Saint-Martin de Léré est une ancienne collégiale située à Léré (Cher), date du XIIe siècle mais a fait suite à un oratoire du XIe siècle avec une crypte, qui a servi d'abri pour les reliques de Saint Martin de Tours, lors des invasions des Normands. 

## Histoire
Ce n'était initialement qu'un oratoire dépendant de Saint Martin de Tours, associé à la crypte, avec une chapelle, qui a été détruite  mais sa notoriété est venue de la préservation des reliquaires précieux apportés temporairement par le Chapitre de Tours. Ultérieurement, un chapitre autonome de 12 prêtres est resté et a développé un enseignement réputé qui a duré jusqu'à la révolution, expliquant l'importance de l'édifice par rapport à la ville, qui était essentiellement un port le long de la Loire, mais protégé de remparts datant de Philippe Auguste.

## Architecture
L'église collégiale est formée d'une nef romane du XIIe siècle sans transepts, précédée d'une tour-porche du XIVe siècle , agrémenté plus tardivement d'une porte gothique. Sur la façade Ouest, persiste une porte romane, plus ancienne et contemporaine du cœur et du chevet.
En 1569, l'église fut incendiée par les protestants et resta deux siècles à ciel ouvert en raison du manque de moyens pour la restauration.

## Classement
La crypte et la porte ouest ont été classés par un arrêté du 2 mars 1912 et le reste de l'église inscrit par un arrêté de mars 1926.

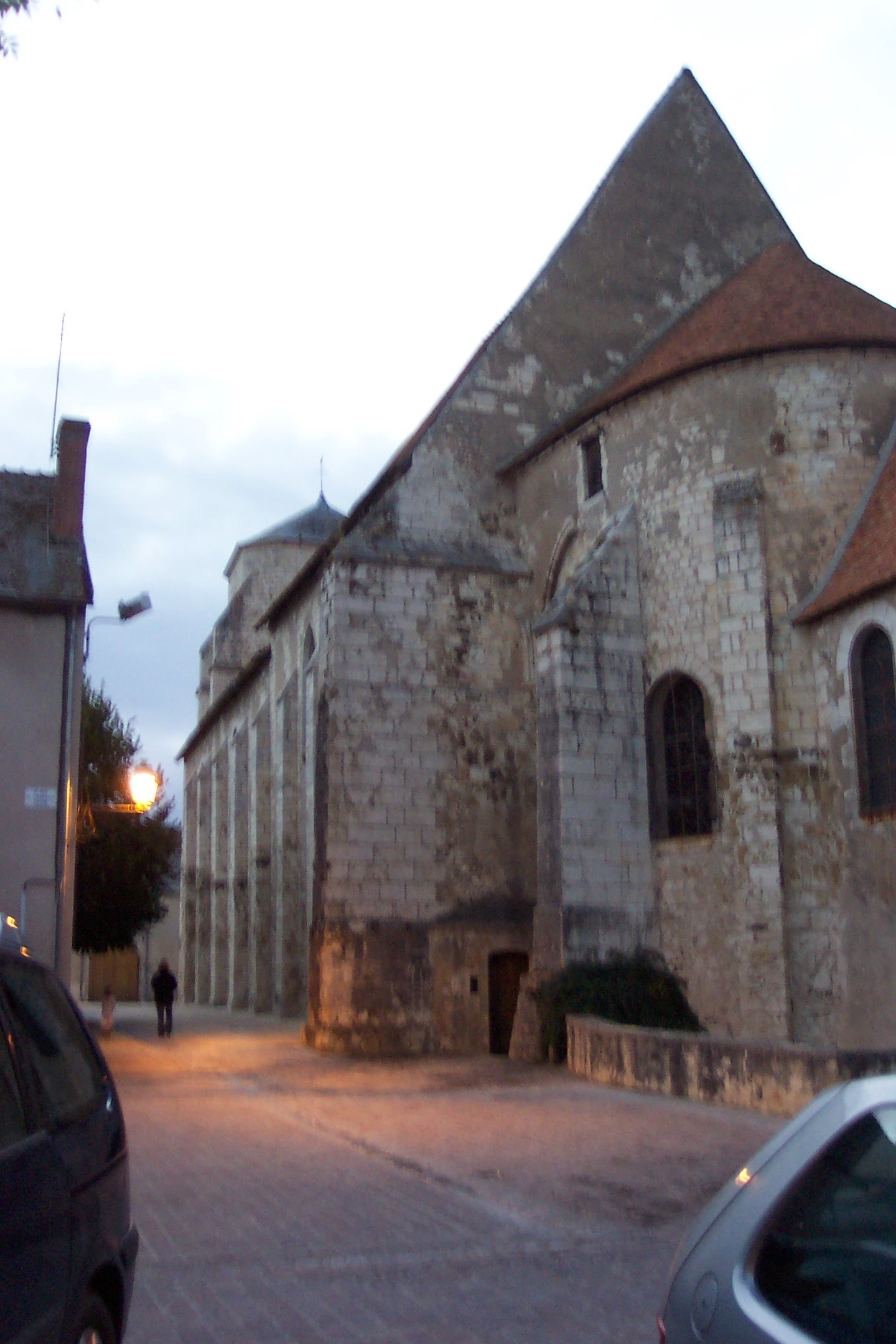
Chevet
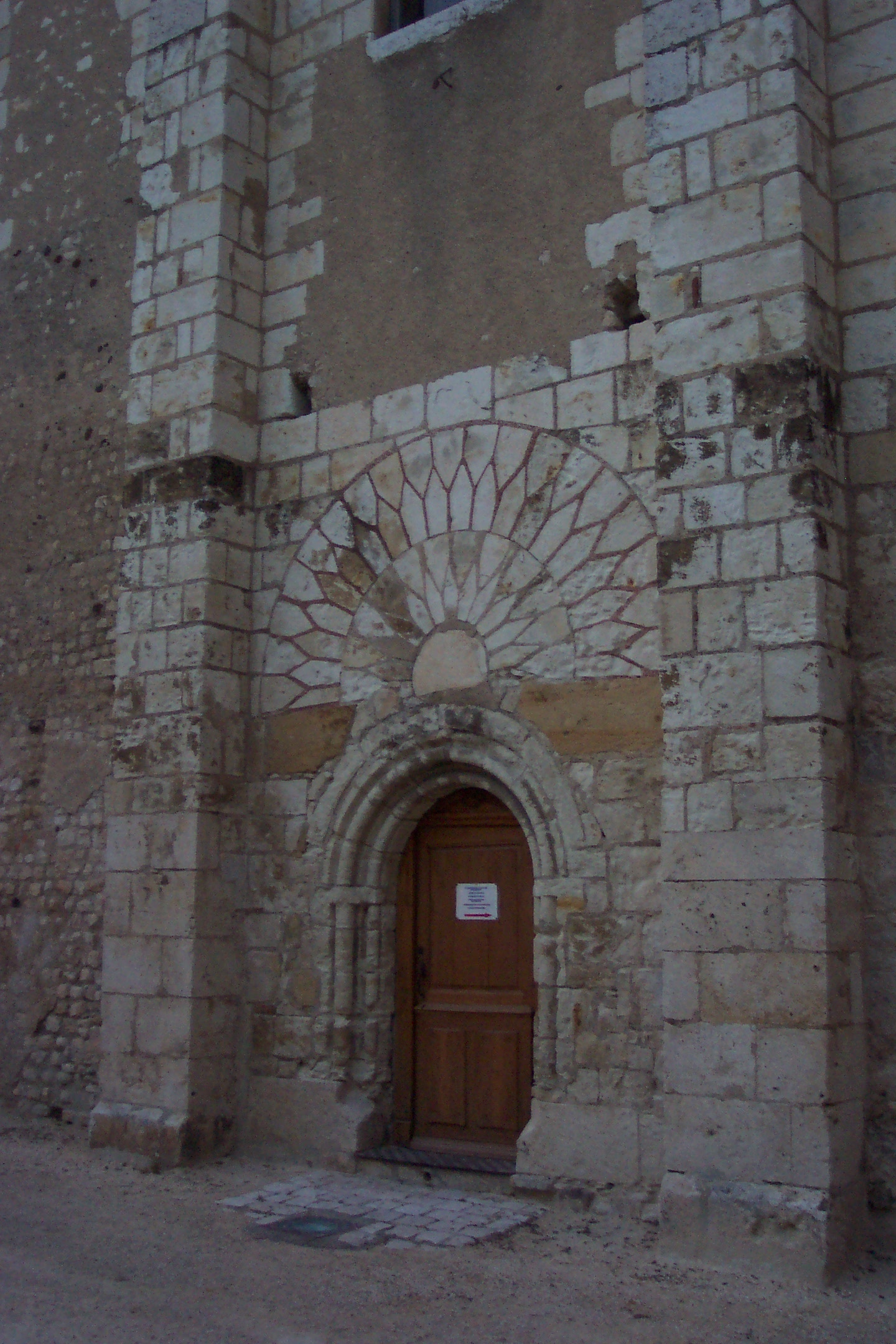
Porte romane